# Акванавты (повесть)
«Акванавты» («Океанавты») — фантастическая повесть советского фантаста Сергея Павлова. Впервые издана Красноярским книжным издательством в 1968 году, многократно переиздавалась (в 1972, 1975, 1978, 1993, 1997 годах).

## Фантастическая идея
Согласно данному произведению, акванавт — это «человек-каракатица», «человек-рыба», гидрокомбист, профессионал-глубоководник, исследователь океанских глубин. При работе на больших глубинах он обходится без лёгочного дыхания, используя гидрокомбовую оболочку. Костные пустоты его скелета в результате гидрофлотации под воздействием специального гормона («инкрет Буриана») наполняются жидкостью, поэтому практически несжимаемы, а плотность тела становится близкой к плотности воды — единице.
Первыми акванавтами были Николай Агуров, Ив Пле и Джон Роджерс. Позднее была создана сеть школ гидрокомбистов. Наиболее известными из акванавтов (благодаря событиям на глубоководной станции «Дейтерий-1010») стали Игорь Соболев и Свен Болл, а самым презираемым среди них — Дюмон.
Гидрокомбовая оболочка — «жабры» акванавта. Но лучше и совершенней, чем у рыб. На больших глубинах можно обойтись без лёгочного дыхания. Дышать в воде так же, как в воздухе, не обязательно. «Дышит» вся оболочка: кислород из воды поступает через гидрокомбы непосредственно в кровеносную систему человека. Гидрокомбы — мост с двусторонним движением: туда — кислород, обратно — углекислый газ. Сыроватая на ощупь чёрная плёнка, покрытая похожим на мех ворсом, напоминает шкуру морского котика и даже распространяет запах свежей рыбы. Творцы оболочки инженеры-бионики при её создании использовали принцип действия крапивных стрекалец: гидрокомбовый ворс «прорастает» сквозь кожные поры до кровеносных сосудов. В оболочке предусмотрена также система обогрева — лабиринт молекулярных цепочек токопроводящего полимера.

## Сюжет
Спускаясь на глубоководную станцию «Дейтерий-1010», чтобы расследовать загадочное исчезновение коллеги, подводник Игорь Соболев был готов ко всему. Но встретиться с призраком своей недавно погибшей возлюбленной он никак не ожидал…

## Признание
Изданная в 1968 году Красноярским книжным издательством повесть «Акванавты» (в 1972 и 1975 годах она переиздавалась под названием «Океанавты», позже — опять «Акванавты») принесла первую известность писателю. Повесть развивала ранее поднятую автором в «Ангелах моря» тему, а интригу в ней создавали драматические последствия факта случайного переноса сознания человека в мозг гигантского кальмара. Этому произведению очень высокую оценку дал Иван Антонович Ефремов, с которым Сергей Павлов так и не успел познакомиться лично. Сергей Иванович, по его словам, был «горд и счастлив тем, что корифей мировой научной фантастики первым заметил научно-фантастическую повесть „Акванавты“ и порекомендовал её к публикации в издательстве „Молодая Гвардия“». Повесть «Акванавты» многократно переиздавалась, в том числе за рубежом.
Популяризованный писателем термин «акванавты» стал нередко использоваться по отношению к настоящим специалистам по глубоководным погружениям.

## Экранизация
Повесть была экранизирована в 1979 году на Киностудии имени Горького под тем же названием «Акванавты».